# Kevin Cramer
Kevin John Cramer, född 21 januari 1961 i Rolette i North Dakota, är en amerikansk republikansk politiker. Han är ledamot av USA:s senat från North Dakota sedan januari 2019. Han var ledamot av USA:s representanthus från 2013 till 2019.
Cramer studerade vid Concordia College och University of Mary. Han var ordförande för republikanerna i North Dakota mellan åren 1991–1993.
Cramer är emot abort. Han är en kritiker av Planned Parenthood och har uppmanat till att minska offentlig finansiering till Planned Parenthood.

## Senatskampanj 2018
Den 15 februari 2018 meddelade Cramer att han skulle ställa upp i senatsvalet år 2018 i North Dakota. Donald Trump och Mike Pence gav sitt stöd för Cramers 2018 senatkampanj. Cramer säkrade den republikanska nomineringen till USA:s senat den 12 juni 2018.
I juni 2018 rapporterade The Washington Post att Cramer hade kontaktat Vita huset för att söka politisk hjälp i sin senatskampanj och att Cramer var upprörd över att Trump hade inte offentligt kritiserat den sittande demokratiska senatorn Heidi Heitkamp på samma sätt som han kritiserade andra demokrater. Cramer kritiserade sedan offentligt Vita husets personal. Cramer argumenterade senare att Trump inte kritiserade Heitkamp för att hon var en kvinna. President Trump planerade en resa i juni 2018 till North Dakota för att kampanja för Cramer, en resa som Politico rapporterade "skulle kunna nå långt med att släcka spänningarna mellan Vita huset och förhoppningen om senaten."
Den 6 november 2018 besegrade Cramer demokraten Heidi Heitkamp i senatsvalet.